# تیراندازی در المپیک تابستانی ۱۹۹۲ – تفنگ سه وضعیت ۵۰ متر مردان
تیراندازی در بازی‌های المپیک تابستانی ۱۹۹۲ - تفنگ سه وضعیت ۵۰ متر مردان (انگلیسی: Shooting at the 1992 Summer Olympics – Men's 50 metre rifle three positions) یکی از سیزده رویداد تیراندازی در بازی‌های المپیک تابستانی ۱۹۹۲ بود. این رقابت ها با حضور 42 ورزشکار از 24 ملیت در میت دل بایس برگزار شد.